# Cordia macleodii
Cordia macleodii är en strävbladig växtart som beskrevs av Joseph Dalton Hooker och Thoms.. Cordia macleodii ingår i släktet Cordia, och familjen strävbladiga växter. Inga underarter finns listade i Catalogue of Life.